# Akeldamà

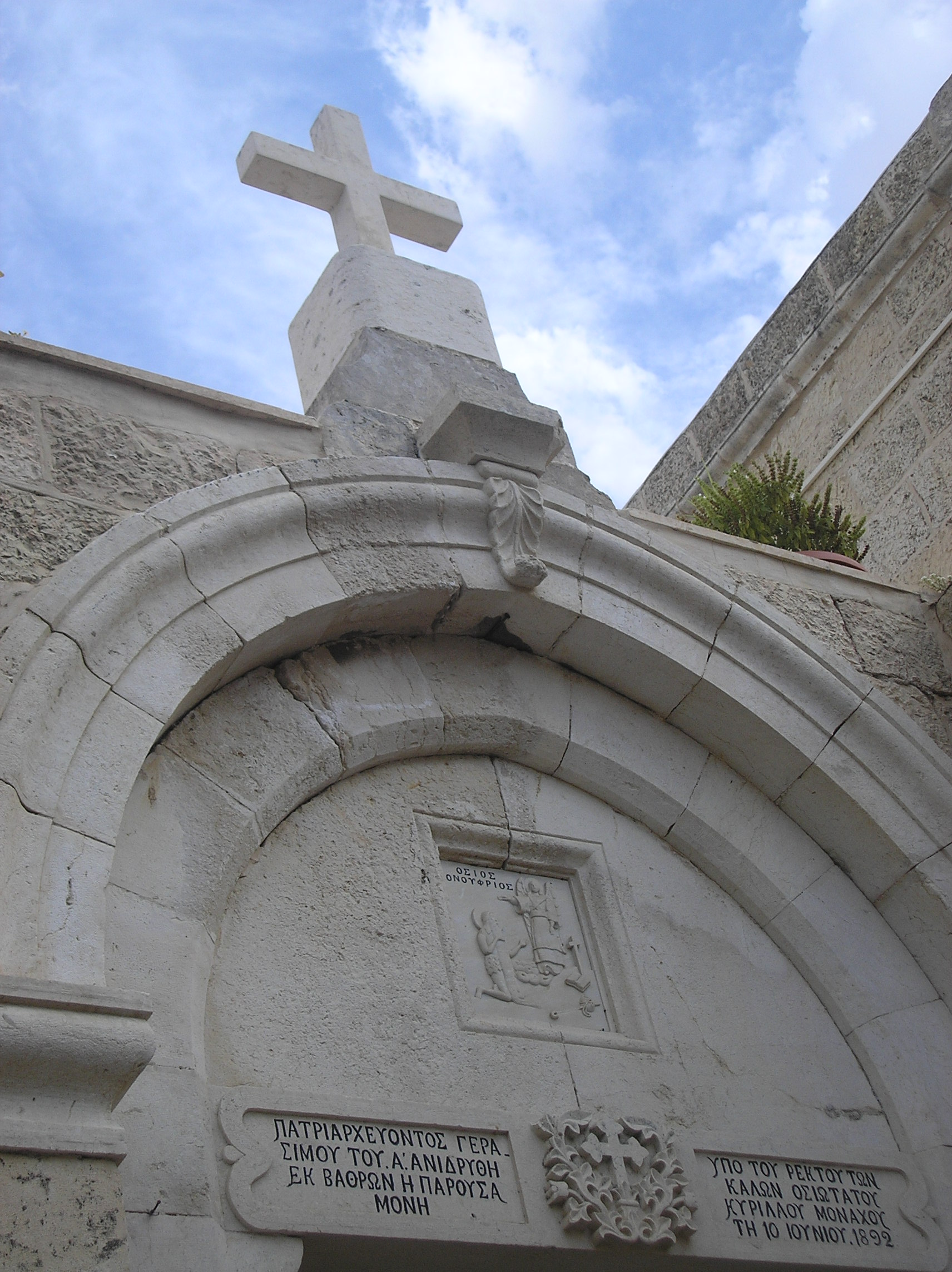
L'entrata del monastero

Akeldamà o Aceldama è il nome aramaico di uno dei luoghi sacri di Gerusalemme: si tratterebbe, secondo quanto riportato nel Nuovo Testamento, del campo acquistato con i 30 denari pagati a Giuda Iscariota per il tradimento di Gesù.
In aramaico aceldama significa "Campo di Sangue"; il termine fu trascritto in greco con akeldamà, o più frequentemente con akeldamách, per riprodurre il suono gutturale delle lettere 'ch'.
Il terreno della zona è ricco di argilla e veniva utilizzato originariamente come luogo per la fabbricazione di vasellame. In particolare l'argilla aveva un forte colore rossastro che può aver dato origine all'attuale nome del luogo.

## Riferimenti neotestamentari
Vi sono nel Nuovo Testamento due differenti resoconti dell'episodio che riguarda questo luogo. Secondo Matteo 27, 3-10, dopo la condanna di Gesù Giuda si pentì e riconsegnò il denaro ai sacerdoti, che decisero di usarlo per acquistare il campo (precedentemente detto "Campo del vasaio") e adibirlo a luogo di sepoltura degli stranieri morti in città. Il nome "Campo di Sangue" deriverebbe quindi dal fatto che il denaro usato per l'acquisto era prezzo di sangue, ossia denaro pagato per la morte di una persona. In Atti 1, 18-19, invece, si afferma che fu Giuda stesso ad acquistare il campo, ma poi "precipitando in avanti si squarciò in mezzo e si sparsero fuori tutte le sue viscere" (anche questo particolare differisce dal racconto di Matteo, secondo il quale Giuda si suicidò impiccandosi; vedi anche "Morte di Giuda"). Secondo questa versione quindi il nome farebbe riferimento al sangue di Giuda sparso sul terreno. "La maggior parte dei commentatori moderni", anche cristiani, evidenzia infatti come gli autori dei due libri abbiano elaborato le tradizioni pervenute loro in merito a tali avvenimenti, in modi che non è possibile armonizzare tra loro e nota come tali differenti tradizioni popolari abbiano sottolineato una morte ignominiosa, benché non storica, per il traditore; anche il teologo e sacerdote cattolico Raymond Brown sottolinea come "queste due versioni non possono essere armonizzate; conseguentemente non possono essere entrambe storiche" e "per quanto possa essere deludente, a nessuno dei differenti resoconti sulla morte [di Giuda] può essere attribuita una qualche verità storica". Tale teologo osserva ancora che la versione "di Atti1,18 non suggerisce nemmeno remotamente che Luca fosse consapevole che Giuda si era impiccato, come riportato in Matteo" e il resoconto degli Atti fu "scritto in completa ignoranza della storia di Matteo", mentre "il suicidio descritto da Matteo per impiccagione è certamente possibile ma il quasi esatto parallelo con la vicenda di Achitòfel [che cospirò contro re Davide e morì impiccandosi, in 2Sam17,23] ne sminuisce il giudizio in merito".

## Sudario di Akeldamà
Nel 1998, un gruppo di ricercatori guidati da Shimon Gibson ritrovarono un sepolcro con diversi ossari; fu anche ritrovato un sudario in buone condizioni, poi datato alla prima metà del I secolo. La cosiddetta sindone di Akeldamà, l'unica di quell'epoca conservatasi, comprendeva un fazzoletto separato per la testa, cosa che la differenzia dal presunto sudario coevo noto come sindone di Torino.

### Riferimenti
1. ↑   Mt 27, 3-10, su La Parola - La Sacra Bibbia in italiano in Internet.
2. ↑   At 1, 18-19, su La Parola - La Sacra Bibbia in italiano in Internet.
3. ↑  Raymond E. Brown, The Death of the Messiah Vol. 1, Anchor Yale Bible, 2010, pp. 643-644, 656-660, ISBN 978-0-300-14009-5; Raymond E. Brown, The Death of the Messiah Vol. 2, Anchor Yale Bible, 2010, pp. 1404-1406, 1409-1410, ISBN 978-0-300-14010-1.
4. ↑  James Tabor, The Jesus Dynasty, brano citato in  Copia archiviata, su abcnews.go.com. URL consultato il 26 marzo 2009 (archiviato dall'url originale il 9 giugno 2009).